# Que Sera, Sera (fhána歌曲)
《Que Sera, Sera》（日语：ケセラセラ）是日本音樂團體fhána的首張歌曲。林英樹作詞、佐藤純一作曲。2013年8月21日由Lantis發行。

## 概要
《Que Sera, Sera》是fhána的出道紀念單曲，同時被選為2013年7月至9月在TOKYO MX等UHF系首播的電視動畫《有頂天家族》片尾主題曲使用。

## 評價
該單曲曾經由fhána所屬的唱片公司Lantis上傳至YouTube、Niconico動畫開設的線上官網對外公開後。網友在這首歌曲的留言版表示「這首歌曲不僅只是動畫片尾曲」「有頂天家族的片尾主題曲是神曲。看完了這部動畫之後，讓人感覺被治癒了」。

## 收錄歌曲
所有歌曲由林英樹作詞、佐藤純一作曲、fhána編曲。
1. Que Sera, Sera [4:58]
  - TOKYO MX等UHF電視動畫《有頂天家族》片尾主題曲
2. 君特異 [singular you] [5:20]
3. Que Sera, Sera -instrumental-
4. 君特異 [singular you] -instrumental-

## 外部連結
- Lantis官方網站的歌曲介紹頁面（页面存档备份，存于） （日語）